# The Next BIG Thing
Pour les articles homonymes, voir Hollywood Monsters.
The Next BIG Thing est un jeu vidéo d'aventure graphique en point and click sorti en 2011, développé par Pendulo Studios et édité par Focus Home Interactive sur PC et Mac OS et par Bulkypix sur iOS.
Le jeu se nomme Hollywood Monsters 2 en Espagne et en Italie puisqu'il s'agit du successeur spirituel de Hollywood Monsters, du même studio, sorti en 1997. Il ne s'agit « ni d'un hommage ou d'une suite » selon le directeur artistique de Pendulo Studios, Rafael Latiegui, mais « d'une évolution ».
La version iOS a été rebaptisée Hollywood Monsters pour faire le lien avec le premier jeu mais celui-ci n'étant pas sorti à l'international, hors Espagne et Italie, la mention « 2 » a été supprimée.

## Système de jeu
The Next Big Thing est un jeu d'aventure graphique avec des décors en 2D et des personnages en 3D, se contrôle via une interface de type pointer et cliquer. Le jeu offre une progression linéaire découpée, par une transition narrée, en six chapitres. Le joueur - contrôlant soit Dan Murray soit Liz Allaire suivant les chapitres - explore le monde, parle à des personnages via un système d'arbre de dialogue, collecte des items et résout des énigmes. La plupart des énigmes exigent que le joueur utilise ou combine des objets pour les résoudre. Certaines sont également présentes lors des phases de dialogues. Le jeu intègre trois niveaux de difficulté. Le niveau facile permet d'utiliser des indices que donne le narrateur et d'afficher les zones interactives avec le décor. Le niveau intermédiaire permet seulement de voir ces zones interactives, alors la difficulté haute n'offre aucune aide.

## Synopsis

### Personnage et concept
The Next Big Thing est une uchronie qui prend place à Hollywood durant les années 1940, avec de vrai monstres jouant des monstres de cinéma. La société de production, la MKO Pictures, dirigée par l'homme d'affaire et monstre William A. FitzRandolph, domine l'industrie des films de monstre. Les deux personnages joueurs sont les journalistes Liz Allaire et Dan Murray travaillant pour le Quill. Dan est décrit comme un dur-à-cuire, cynique, macho, séducteur invétéré et indiscipliné qui a peur des insectes. Il apprécie les jolies femmes et le sport, ne jurant que par la boxe ou le baseball. C'est un vétéran du journalisme sportif récemment rétrogradé aux articles mondains. Alors que Liz est présentée comme pétulante, énergique, burlesque, incohérente et désireuse de faire ses preuves en tant que journaliste. Liz Allaire souffre de divers troubles comportementaux comme le trouble dissociatif de l'identité, le syndrome d'Asperger et d'un léger syndrome de la Tourette. C'est une journaliste talentueuse qui ne sait pas compter jusqu'à quatre. Liz et Dan partagent une relation conflictuelle, ponctuée de « folle-dingue » et de « pauvre type », ainsi que d'une certaine attirance romantique.
L'histoire est contée par un narrateur âgé, en costume de cérémonie. Il détaille au joueur les objectifs à remplir à chaque chapitre. C'est aussi lui qui délivre les indices si le niveau de difficulté est réglé sur facile. L'histoire comporte de nombreux personnages secondaires non jouables, des monstres et robots. Il y a Immaterial Man, le poète de la douleur qui se blesse pour trouver l'inspiration et déclamer des vers. Big Albert est un humanoïde dont on a implanté le cerveau d'un lauréat du prix Nobel. Le professeur Fly est un mutant, mi-homme mi-mouche. Krom-Ha est une princesse morte-vivante de l'Égypte antique. FitzRandolph a une armée de robot à son service.
Le jeu emprunte de nombreux éléments, d'intrigue notamment, du jeu Hollywood Monsters, comme l'agence de presse le Quill. Les protagonistes et certains personnages secondaires occupent les rôles de personnages de Hollywood Monsters : Liz Allaire et Dan Murray remplacent Sue Bergman et Ron Ashman. Le professeur Fly, William A. FitzRandolph et le poète de la douleur se substituent aux Dr. Fly, Otto Hanover et Junior.

### Scénario[11]
The Next Big Thing commence lorsque Dan Murray et Liz Allaire arrivent à Hollywood pour couvrir l'académie des films d'horreur, qui récompense les performances des monstres acteurs. Liz interview des célébrités au théâtre alors que Dan boit seul dans la voiture. Quand Liz quitte la fête, elle voit Big Albert se faufiler dans le bureau du manoir de William A. FitzRandolph, et décide en conséquence d'enquêter sur les agissements de Big Albert. Murray reste à l'écart. Explorant le manoir et rencontrant FitzRandolph, Liz trouve deux tickets pour le match de boxe entre Manny "Hammer Boy" Brown et Rico "The Italian Stallion" Sandretti. Un match qui intéresse Dan et elle lui promet les tickets seulement s'il distrait FitzRandolph, lui permettant d'aller dans le bureau de ce dernier. Elle entre par effraction et voit Big Albert fouiller le bureau, qui s'échappe par la fenêtre en la voyant. Elle déduit que Big Albert doit rejoindre Immaterial Man dans la cave. Elle le suit et active son microphone. À l'intérieur, elle trouve Big Albert inconscient. Immaterial Man lui demande de l'aide, qu'elle accepte.
Le lendemain, Liz a disparu et Dan, soucieux d'avoir ses tickets pour son match de boxe et sous la menace de perdre son boulot au Quill, recherche des indices de l'endroit où elle se situe. Il trouve l'enregistrement de l'entretien entre Liz et Immaterial Man, révélant qu'ils ont caché le corps de Big Albert dans le sarcophage se situant dans la cave, et que Liz s'est faite enlever par un scientifique. Dan piste le sarcophage jusqu'au temple de Krom-Ha. Il convainc le Professeur Fly de l'utiliser comme sujet expérimental pour le téléporter dans le temple. Pour cela, Dan Murray a du perdre son emploi, passer le test de Rorschach en utilisant les vers du poète de la douleur et prétendre qu'il lui reste que 19 jours à vivre.
Arrivé là-bas, il se fait passer pour le pharaon Amenhotep III et devient le courtisan de Krom-Ha, jusqu'à ce qu'il trouve l'accès au sarcophage grâce à l'oracle des ombres. Il téléporte Big Albert au laboratoire du Professeur Fly. Cependant, Dan découvre qu'il manque le cerveau de Big Albert.
Pendant ce temps, FitzRandolph qui est en possession du cerveau de Big Albert, partage un dîner avec Liz Allaire dans son Zeppelin personnel. Elle a été emprisonnée avec Immaterial Man par le docteur Zelssius, un employé de FitzRandolph. Liz planifie de s'échapper avec le cerveau de Big Albert qu'elle signifie à FitzRandolph, cependant il lui assure qu'elle changera d'avis d'ici quelques heures. Elle parvient à s'échapper du dirigeable en injectant un tranquillisant à FitzRandolph avec le cerveau de Big Albert, mais souffre de maux de tête. Liz retrouve Dan, le professeur Fly réanime Big Albert. Celui-ci explique pourquoi il s'est faufilé dans le bureau de William : le Docteur Zelssius introduit des implants cérébraux pour contrôler les monstres et les rendre docile à William A. FitzRandoplh. À ce moment-là, ce dernier entre dans le laboratoire avec des robots. Liz n'ayant plus de maux de tête change d'attitude, révélant de fait qu'elle est sous son contrôle.
De retour dans son laboratoire, Zelssius attache Dan à une chaise et le prépare pour lui mettre un implant. Le professeur Fly se retrouve aussi emprisonné dans le laboratoire. Dan se libère grâce au professeur Fly et capture Liz, toujours assujettie au professeur Zelssius et à William A. FitzRandolph. Dan essaie d'enlever l'implant de Liz qui se casse, la piégeant dans son subconscient. Elle surmonte ses problèmes psychologiques pendant que Dan essaie de lui soutirer les billets de boxe.
Prétendant qu'il est sous contrôle, Dan Murray visite le quartier général de FitzRandolph pour aider le professeur Fly de libérer les autres sujets sous manipulation mentale, dont le Saigneur de la Nuit et Eva Morte. Liz Allaire se libère du contrôle du docteur Zelssius et Dan trouve les billets dans le sac à main de Liz. Il est révélé que FitzRandoplh insérait des puces pour l'aider à remporter une campagne électorale, dans un effort de lutter contre les préjugés à l'égard des monstres. En soudoyant Eva Morte et le Saigneur de la Nuit, avec les billets de boxe, Dan aide Liz à tourner une publicité politique négative qui expose William A. FitzRandolph, qui la diffuse involontairement et se ruine. Ce scoop permet à Dan d'être réengagé au Quill. Une prolepse montre le couple comme un vieux couple marié : Dan se révèle être le narrateur du jeu.

## Développement
Bien avant le développement de The Next Big Thing, Pendulo Studios envisageait déjà une suite à Hollywood Monsters juste après la sortie de Runaway : A Road Adventure, en 2001. Rafael Latiegui, alors directeur artistique et scénariste au sein de Pendulo Studios, révèle au site GA-Source le souhait de faire une suite à Hollywood Monster, car celui-ci a été un véritable succès en Espagne et Italie,. Les fans réclamaient une suite, le studio l'a envisagé dès la sortie de Hollywood Monsters. Cependant, un des programmeurs ayant vu un thriller, ayant une influence sur lui, a décidé de mettre en pause ce projet de suite pour créer Runaway : A Road Adventure.
Rafael Latiegui mentionne, lors de l'entrevue avec Mireia Fernandez pour Ongames, qu'à chaque nouveau jeu créé, la réaction du public espagnol a été la même : "À quand un autre Hollywood Monsters ?". Cette insistance a permis la création de The Next Big Thing. De plus, l'équipe souhaitait développer d'autres jeux que la série Runaway. En choisissant de faire un remake de Hollywood Monsters, cela permettait de raccourcir la préproduction et le développement en intégrant les concepts du premier jeu et la technologie actuelle. Cependant, ce qui a été fait ne fonctionnait pas en 2008 : les objets, énigmes et choix des personnages ne correspondaient pas au concept d'aventure graphique tel que repensé à ce moment-là. Le scénariste Josué Monchán lors de son entrevue au site Vandal mentionne qu'il a du faire un travail de rétro-ingénierie en jouant au jeu et décortiquant son scénario car les documents de production de Hollywood Monsters étaient perdus, le disque dur étant cassé. Son principal grief envers le jeu est son traitement machiste des femmes, notamment de Sue Bergman. Elle est traitée comme une potiche et est jouable que 20% du temps de jeu, alors que c'est un des personnages principaux. Il a été décidé de ne pas réutiliser Ron Ashman et Sue Bergman pour développer The Next Big Thing.
Le système d'inventaire contenant les 200 objets de l'aventure ainsi que les puzzles de Hollywood Monsters ayant mal vieilli, une refonte a été faite. La démocratisation des jeux mobiles et dit occasionnels et le déclin commercial des jeux d'aventure ont conduit à une demande de simplification des énigmes. Ce choix de Pendulo Studios est une réponse à une tendance du marché présente depuis plusieurs années. Contrairement à Hollywood Monsters, The Next Big Thing n'est pas un jeu non-linéaire. Il est, comme l'affirme Josué Monchán, un jeu d'aventure au format « traditionnel », alors que beaucoup de jeux concurrents, comme Heavy Rain de Quantic Dream et L.A. Noire de la team Bondi, favorisent le modèle du monde ouvert comme conception de niveaux. Les développeurs ont cherché à accélérer le rythme, en rationalisant le gameplay et en augmentant la progression du joueur. Hollywood Monsters offre la possibilité de voyager d'un endroit à un autre, en continu. Cependant les développeurs considèrent que cette approche produit de la stagnation pour le joueur. Cette décision, importante pour l'équipe, a permis à The Next Big Thing de se démarquer et de ne plus être un remake mais un jeu à part entière.
The Next Big Thing est devenue progressivement une réimagination de Hollywood Monsters. Rafael Latiegui présente le jeu comme ce que l'équipe de Pendulo Studios aurait voulu sortir en 1997 mais que ni l'expérience, ni le marché et les circonstances ne le permettaient. Recherchant un format qui puisse plaire aux nouveaux venus et aux fans, l'équipe s'appuie sur Hollywood Monsters pour ses idées principales et ses scènes d'ouvertures mais choisi une autre direction pour développer l'histoire. Josué Monchán souligne que le public souhaite non seulement des dialogues drôles comme en 1997 mais surtout une bonne histoire. Le public est devenu plus exigeant. 
La production du jeu s'est déroulée sur 18 mois, dont la plupart des membres de l'équipe ont participé à la production de Runaway 2 : The Dream of the Turtle. La mise en chantier de The Next Big Thing a débuté à la fin de la production de Runaway 3 : A Twist of Fate.
Plus de 35 personnes ont participé au développement de The Next Big Thing, sous la direction de Ramón Hernáez. Ce dernier avec le co-scénariste Josué Monchán ont rédigé un scénario de plus de 500 pages. Dans cet épisode, le choix a été de valoriser Liz Allaire, allant de faire d'elle le personnage principal, celle qui mène l'action. Alors que Josué Monchán avait des difficultés pour caractériser le personnage de Lizz Allaire, Ramon Hernáez lui rappelle qu'il lui a dit un jour avoir toujours voulu faire un personnage à partir de Susan Vance (Katherine Hepburn) pour le film l'Impossible Monsieur Bébé, une comédie loufoque. D'autres personnages ont aussi influencé la création Lizz Allaire que sont Phoebe Buffay (Lisa Kudrow) de Friends, Elliot Reid (Sarah Chalke) de Scrubs et la naïve et fantasque Holly Golighty (Audrey Hepburn) de Diamants sur canapé, ainsi que de lui-même. C'est le personnage dont il a le plus appris et auquel il s'identifie le plus.
De nombreuses références de l'histoire du cinéma sont présentes dans The Next Big Thing. Ainsi la MKO, société de production de William A. FitzRandolph est une allusion au studio indépendant RKO Pictures, actif pendant l'âge d'or du cinéma hollywoodien. Des répliques entre personnages, comme l'échange entre Liz et le docteur Zelssius : « Le capitaine veut dîner avec vous. Mettez ça. Fais-le ou tu dîneras nue avec l’équipage », est une référence au film Pirates des Caraïbes : La Malédiction du Black Pearl. Parmi les nombreux surnoms que donne Dan à Edgar, il l'appelle Elrond qui est une référence au seigneur elfe de l'univers de Tolkien. La modélisation des personnages s'inspire d'acteurs et actrices du cinéma, de personnages de fiction et de personnalités médiatiques. Le visage de Liz Allaire est basé sur Scarlett Johansson et Charlize Theron. Pour Dan Murray, il s'agit de Matt Dillon. William A. FitzRandolph est inspiré du X-Men Hank MacCoy et de l'aventurier Miguel de la Quadra-Salcedo et le narrateur ressemble à Sean Connery. 

### Audio
La musique de The Next Big Thing est composée par Juan Miguel Martin Muñoz, compositeur travaillant pour Pendulo Studio  ayant œuvré sur 8 jeux : Runaway : A Road Adventure (2003), Runaway : the Dream of the Turtle (2006), Runaway : A Twist of Fate (2009) Yesterday (2012), Yesterday Origin (2016), Blacksad : Under the Skin (2019), Alfred Hitchcock : Vertigo (2021) et Tintin Reporter : les Cigares du pharaon (2023). Compositeur et développeur, Juan Miguel Martin Muñoz est aussi crédité pour les effets sonores du jeu.
Sortie le 21 avril 2011 sous le label Pendulo Studios, la bande originale du jeu comprend 23 titres :  
| The Next Big Thing: Hollywood Monsters 2 | The Next Big Thing: Hollywood Monsters 2           | The Next Big Thing: Hollywood Monsters 2 | The Next Big Thing: Hollywood Monsters 2 | The Next Big Thing: Hollywood Monsters 2 | The Next Big Thing: Hollywood Monsters 2 | The Next Big Thing: Hollywood Monsters 2 | The Next Big Thing: Hollywood Monsters 2 | The Next Big Thing: Hollywood Monsters 2 | The Next Big Thing: Hollywood Monsters 2 |
| No                                       | Titre                                              | Durée                                    |                                          |                                          |                                          |                                          |                                          |                                          |                                          |
| ---------------------------------------- | -------------------------------------------------- | ---------------------------------------- | ---------------------------------------- | ---------------------------------------- | ---------------------------------------- | ---------------------------------------- | ---------------------------------------- | ---------------------------------------- | ---------------------------------------- |
| 1.                                       | Old Dan Overture                                   | 04:26                                    |                                          |                                          |                                          |                                          |                                          |                                          |                                          |
| 2.                                       | The Monster Kings                                  | 02:37                                    |                                          |                                          |                                          |                                          |                                          |                                          |                                          |
| 3.                                       | L'oracle Des Ombres                                | 01:00                                    |                                          |                                          |                                          |                                          |                                          |                                          |                                          |
| 4.                                       | High Priestess Krom-ha                             | 03:32                                    |                                          |                                          |                                          |                                          |                                          |                                          |                                          |
| 5.                                       | Once I Ate a Rose                                  | 03:17                                    |                                          |                                          |                                          |                                          |                                          |                                          |                                          |
| 6.                                       | Dr. Zelssius Cave                                  | 03:43                                    |                                          |                                          |                                          |                                          |                                          |                                          |                                          |
| 7.                                       | These Voices                                       | 03:12                                    |                                          |                                          |                                          |                                          |                                          |                                          |                                          |
| 8.                                       | The Threat                                         | 03:55                                    |                                          |                                          |                                          |                                          |                                          |                                          |                                          |
| 9.                                       | My Greatest Wish                                   | 03:16                                    |                                          |                                          |                                          |                                          |                                          |                                          |                                          |
| 10.                                      | Un Samedi Soir à Paris                             | 02:59                                    |                                          |                                          |                                          |                                          |                                          |                                          |                                          |
| 11.                                      | Scarabaeus Sacer                                   | 04:02                                    |                                          |                                          |                                          |                                          |                                          |                                          |                                          |
| 12.                                      | All But Anything At All                            | 03:56                                    |                                          |                                          |                                          |                                          |                                          |                                          |                                          |
| 13.                                      | Dont Wake The Little Bird                          | 03:16                                    |                                          |                                          |                                          |                                          |                                          |                                          |                                          |
| 14.                                      | The Unbearable Lightness of Phil                   | 03:02                                    |                                          |                                          |                                          |                                          |                                          |                                          |                                          |
| 15.                                      | Videjais Gimenes Edgar                             | 02:48                                    |                                          |                                          |                                          |                                          |                                          |                                          |                                          |
| 16.                                      | Egypte Diamond                                     | 02:34                                    |                                          |                                          |                                          |                                          |                                          |                                          |                                          |
| 17.                                      | Dr. Fly                                            | 03:36                                    |                                          |                                          |                                          |                                          |                                          |                                          |                                          |
| 18.                                      | Beverley Secret                                    | 04:10                                    |                                          |                                          |                                          |                                          |                                          |                                          |                                          |
| 19.                                      | Last Time She Was Seen                             | 03:45                                    |                                          |                                          |                                          |                                          |                                          |                                          |                                          |
| 20.                                      | The Good the Ugly and the Bot                      | 02:41                                    |                                          |                                          |                                          |                                          |                                          |                                          |                                          |
| 21.                                      | Spencer Mcdundee Ghost                             | 01:40                                    |                                          |                                          |                                          |                                          |                                          |                                          |                                          |
| 22.                                      | Don't Wake the Little Bird (Bonus Track Dream Opt) | 03:13                                    |                                          |                                          |                                          |                                          |                                          |                                          |                                          |
| 23.                                      | Don't Wake the Little Bird (Bonus Track Piano Opt) | 03:18                                    |                                          |                                          |                                          |                                          |                                          |                                          |                                          |
| 01:13:57                                 |                                                    |                                          |                                          |                                          |                                          |                                          |                                          |                                          |                                          |

### Distribution vocale
La société en charge du doublage français (traduction, adaptation et direction artistique) du jeu est Words of Magic. Le casting est composé de 10 acteurs de doublage pour 23 personnages. L'enregistrement a été fait par la société ExeQuo.
- Dan Murray : Jérôme Pauwels
- Liz Allaire : Véronique Desmadryl
- Anne-Marie Allaire : Maëlys Ricordeau
- Barry Zelssius : Mark Lesser
- Edgar Kajdanowski : Martial Le Minoux
- Haute Prêtresse Krom-Ha : Nathalie Homs
- L'Oracle des Ombres : Patrick Borg
- Le Poète de la Douleur : Serge Thiriet
- Professeur Fly : Jean-François Vlérick
- Queenie Allaire : Maëlys Ricordeau
- William A. FitzRandolph : Pierre Dourlens
- Assistant Réalisateur : Jean-François Vlérick
- Big Albert : Patrick Borg
- Eva Morte : Nathalie Homs
- Immaterial Man : Martial Le Minoux
- Le Boss : Patrick Borg
- Le Saigneur de la Nuit : Mark Lesser
- Maître de Cérémonie : Mark Lesser
- Robots de FitzRandolph : Martial Le Minoux
- Robots de Zelssius : Martial Le Minoux
- Secrétaire : Mark Lesser
- Spencer McDundee : Mark Lesser
- Vital-O-Mètre : Patrick Borg

## Marketing et réception
Pour la promotion du jeu, Focus Home Interactive a diffusé sur internet dès 2010 plusieurs images et bandes-annonces présentant l'univers et les protagonistes : Dan Murrayet Liz Allaire. Les bandes-annonces présentant les personnages reprennent divers aspects du cinéma muet du début du XXe siècle: utilisation du noir et blanc, des effets de superposition (rayures, flashs) et utilisation d'intertitres. Le site officiel du jeu a été mis en ligne début 2011.
Une semaine avant la sortie du jeu, Focus Home Interactive propose une démo jouable entièrement en français. Celle-ci se concentre sur le premier chapitre de l'aventure.
Le jeu est vendu dans une version physique et en dématérialisé sur GOG et Steam. Par la suite, un pack spécial, Pendulo Pack, est vendu incluant The Next Big Thing et la trilogie Runaway (A Road Adventure, The Dream of the Turtle, et A Twist of Fate).
Le jeu, sur PC, connaît une bonne réception de la part de la presse, 75% sur Metacritic, mais jugée moyenne par les joueurs avec 7,4/10. Toutefois, les évaluations de la part des acheteurs sur la plateforme Steam sont très positives. Josué Monchán, scénariste du jeu, mentionne en 2019 lors de son entrevue avec Sara Borondo pour le site Vandal que The Next Big Thing a été un succès critique mais un échec commercial, avec un nombre de ventes pas très élevés, comme ce fut le cas pour Runaway : A Twist of Fate. Suite à ce résultat, ça été une période difficile pour Pendulo Studios, tout comme pour les jeux point-and-click .